# Bánovce nad Bebravou
Bánovce nad Bebravou és una ciutat d'Eslovàquia. Es troba a la regió de Trenčín, és capital del districte de Bánovce nad Bebravou.

## Història
La primera menció escrita de la vila es remunta al 1232.

## Demografia
| Godina             | 1994   | 2004   | 2014   | 2024    |
| ------------------ | ------ | ------ | ------ | ------- |
| Nombre de persones | 20.716 | 20.725 | 18.933 | 16.103  |
| Diferència         |        | +0,04% | −8,64% | −14,94% |

| Godina             | 2023   | 2024   |
| ------------------ | ------ | ------ |
| Nombre de persones | 16.359 | 16.103 |
| Diferència         |        | −1,56% |